# Historia de Santiago de Querétaro
La ciudad de Querétaro (oficialmente Santiago de Querétaro) ha visto a través de los siglos importantes hechos históricos. Los sucesos ocurridos en ella han forjado el curso de la historia nacional. Querétaro ha sobrevivido a guerras, epidemias y conquistas; fue testigo de la pérdida de los territorios del norte; ha visto el triunfo de la República; se han firmado dos constituciones. A la historia política se suma ahora la historia económica de una ciudad en desarrollo.
En 1996 la UNESCO otorga el título de Patrimonio Cultural de la Humanidad a la Zona de Monumentos Históricos de Querétaro.

## Época prehispánica
Siglo IX: Se finaliza la construcción de la Pirámide del Gran Cué, mejor conocida como la pirámide del pueblito, (aunque ya había otra pirámide menor antes, fue en este siglo que quedó como está ahora) con influencia tolteca. La pirámide, de tamaño similar a la de la luna en Teotihuacan, era el monumento más imponente de todo un típico centro ceremonial mesoamericano.
1446: Moctezuma Ilhuicamina marca a Tlaxco o Tlachco (Querétaro) como límite de su imperio, fortaleciendo militarmente la frontera.
1521: Al igual que muchos otros lugares, este lugar se vio afectado con la caída de México-Tenochtitlán. Surgen migraciones, la más importante fue la encabezada por Conín, proveniente de Jilotepec. Este indígena, desde principios del siglo XVI comerciaba entre las tierras chichimecas y el Imperio Azteca, cambiado sal y mantas de Tenochtitlán por flechas y pieles que se vendían muy bien en el imperio.
1522:ANDAMAXEI fue fundado como un pequeño asentamiento en la cañada donde hoy está Villa del Marqués (junto a la ciudad), por Conín. Ahí empezó a sembrar y a cultivar, y una parte de sus cosechas las ofreció como regalo a sus vecinos chichimecas; con este hecho, Conín se ganó la confianza de éstos, que más tarde algunos emigraron a Andamaxei, convirtiéndolo en lo que sería un  "Pueblo de indios".
- Andamaxei significa: Anda = Grande, Maxei = Juego de Pelota. Se traduce como el Gran Juego de Pelota; y fue llamado así por la forma de la cañada en la que está ubicada, que simula a un juego de pelota mesoamericano gigantesco.
- Por lo mismo se creía que era el lugar donde jugaban los dioses.

## La Conquista
1529: Conín se convierte en cacique, al haber sido convencido por el encomendero Hernán Pérez de Bocanegra de convertirse al catolicismo. Fue bautizado por Juan Sánchez de Alanís, criado de Bocanegra, recibiendo el nombre español de Fernando de Tapia.
Más tarde Bocanegra salió rumbo a Michoacán, a traer a un fraile franciscano para que evangelizara estas tierras, dicho fraile fue Fray Jacobo Daciano. Alanís se quedó con Fernando de Tapia quienes catequizaban a los indios de Andamaxei.
1530: Fernando de Tapia ya contaba con una pequeña armada de 500 arqueros, regresó a Jilotepec a visitar a un pariente político, Don Nicolás de San Luis Montañes –también un cacique- para que lo acompañara a conquistar las tierras bárbaras chichimecas. Éste accedió y se  en su Capitán General.
1531: Un mes después de haber conquistado Itzacchichimecapan y haber fundado ahí San Juan Bautista (hoy San Juan del Río) el 24 de julio, Fernando envió un mensaje a los otomíes y chichimecas de Querétaro anunciando que iba a llegar con la nueva doctrina. Los indios regresan el mensaje diciendo que si quiere conquistarlos querían una muestra de su valentía proponiendo una batalla sin armas. La propuesta fue aceptada.
En la madrugada del martes 25 de julio de 1531 se inicia la Batalla de la Loma del Sangremal, una lucha carente de armas, cuerpo a cuerpo. La batalla duró cerca de 12 horas. A partir de aquí hay desacuerdo en cuanto a lo sucedido: unos afirman que se declaró un empate y convinieron en vivir en paz como iguales; otros aseguran que ocurrió un eclipse total de sol, que apareció el apóstol Santiago  y que los chichimecas se rindieron. Esto último es más una leyenda que realidad pues los cálculos astronómicos han demostrado que no hubo ningún eclipse en esas fechas. Sea como fuere, después de esto, la ciudad, conocida como Créttaro, fue fundada con el nombre de pueblo de Santiago de Querétaro, siguiendo la muy extendida costumbre de fundir un nombre católico español con el topónimo indígena original.

## La Colonia y el Virreinato

### Siglo XVI
Se funda Santiago de Querétaro como "Pueblo de indios"

1545: Se inicia la construcción del Templo y exconvento de San Francisco de Asís de Querétaro.
1550: Fernando de Tapia se convierte en Gobernador vitalicio. Murió en 1571.
1578: Querétaro se convierte en Alcaldía Mayor.
1582: Se construye el primer hospital.
1594: Se inicia la construcción del Molino Colorado, con autorización del Virrey don Luis de Velasco y al mando de don Diego de Tapia. En 1614 muere Diego y el molino es heredado por su hija Luisa.

### Siglo XVII
1606: Diego de Tapia, hijo de Fernando, construye el Convento de Santa Clara de Jesús, el más grande que se construyó en la ciudad y uno de los más importantes de la Nueva España, para alojar a su hija. El convento era tan grande que fue descrito como una ciudad amurallada. Querétaro obtiene la categoría de Villa.
1625: Se abre el colegio de San Francisco Javier el 12 de marzo y el 29 de agosto el de San Ignacio de Loyola.
1654: Se inicia la construcción del Convento de la Santa Cruz de los Milagros, donde se colocó una réplica de cantera de la cruz que se dice vieron los chichimecas el día de la conquista. A la loma del Sangremal comienza a llamársele La Cruz.
1655: El duque de Alburquerque otorga el título de Muy Noble y Muy Leal Ciudad de Santiago de Querétaro. El título fue reafirmado por el Rey Felipe V en 1712.
1666: El Convento de Santa Clara sufre una sobrepoblación de más de 500 mujeres y comienza a mandar religiosas a otros lugares.
1671: Querétaro, por su influencia religiosa en el norte de la Colonia, su ubicación estratégica entre la Ciudad de México y las minas de Zacatecas y de Guanajuato, por ser la entrada al centro norte del territorio de la Nueva España, entre otras razones, es nombrada Tercera Ciudad del Reino.
1683: Fundación del primer Colegio de Propaganda FIDE del continente, en el convento de la Cruz.

### Siglo XVIII, siglo de máximo esplendor artístico
1719: Nace en la ciudad el alarife (arquitecto) Ignacio Mariano de las Casas.
1721: Construcción del convento de las monjas capuchinas. Las monjas llegaron a Querétaro acompañadas por don Juan Antonio de Urrutia y Arana, Marqués de la Villa del Villar del Águila.
1726: El 26 de diciembre, el Marqués inicia la construcción del Acueducto de Querétaro, con un coste total de $131 099.00 (cifra con la cual, en ese tiempo, era más que suficiente para construir un convento) de la cual don Juan Antonio donó de sus recursos la inmensa cantidad de $88,000 (en números redondos), casi el 70%. La obra se inició a petición de las monjas capuchinas, quienes expresaron que era triste que una ciudad tan bella no contara con agua limpia, pura y transparente. La construcción de la arquería monumental terminó en 1735.
1735: El 17 de octubre se inaugura el acueducto con el repartimiento del agua en el convento de la Cruz. También es inaugurada la fuente de la virgen del Pilar, la primera de más de 70 que llegaría a tener la ciudad en menos de 50 años.
1731-1745: Construcción del Templo y del Convento de San Agustín.
1750-1770: Construcción de las Casas Reales, que más tarde fue casa de los corregidores y actualmente es sede del Poder Ejecutivo del Estado de Querétaro.
1767: La expulsión de la orden Jesuita ocasiona la clausura de sus colegios.
1771: Los colegios de san Ignacio, san Francisco Javier y de Capuchinas obtienen los títulos de Reales y Pontíficios Colegios Seminarios, (los 2 primeros fueron cerrados en 1767 y reabiertos en 1771). Muere Ignacio Mariano de las Casas.
1762: Dedicación del Templo de Santa Rosa de Viterbo.
1799: Se inicia la construcción del Convento de Teresitas, máxima expresión del neoclásico en la ciudad.

### Siglo XIX
1805: don Miguel Hidalgo y Costilla dedica el Oratorio de San Felipe Neri y oficia la primera misa.

## Guerra de independencia
1810: Al haber sido descubierta la Conjura de Valladolid (actual Morelia), se inició la Conspiración de Querétaro, en la casa del corregidor don Miguel Domínguez con la excusa de fiestas, o bien en la Academia Literaria, donde se planeaba el levantamiento de independencia para el 12 de diciembre. Querétaro se convierte en cuna del movimiento independiente.
También, en la casa de don Epigmenio Gonzáles se guardaban armas insurgentes, y más tarde ahí mismo se producían.
La conspiración fue descubierta y por protección a su esposa, don Miguel Domínguez, la encerró en su casa, en la planta alta. Nadie escuchó sus gritos de auxilio y, sabiendo que el guardia don Ignacio Pérez estaba en la planta baja, golpeó con sus tacones el suelo para llamar su atención. Al no poder liberarla, ella escribió un mensaje que le pasó por la cerradura. El salió, tomó un caballo que encontró fuera de una barbería, y fue a llevar el mensaje de doña Josefa a San Miguel el Grande. Allá encontró al capitán Allende y de ahí partieron a Dolores a avisar a Hidalgo, quien comenzó la revuelta. Así, el inicio de independencia se adelantó 3 meses, al 15 de septiembre de 1810.
1821: Agustín de Iturbide toma el convento de la cruz como cuartel, y logra poner fin al régimen virreinal en Querétaro.

## México independiente
1824: Durante el congreso constituyente en la ciudad de México, el tulancinguense Félix Osores Sotomayor, diputado por Querétaro, defiende a la región, logrando que se constituya el Estado de Querétaro. En su recuerdo, una delegación de la ciudad lleva su nombre.
1832: Manuel Gómez Pedraza, de origen queretano, gana las elecciones y se convierte en el 6° presidente del México Independiente.
1845-1852: Construcción del Teatro Iturbide, que será el centro cultural y científico de la ciudad. Fue inaugurado con una presentación de la soprano Ángela Peralta.
1846: Se crea el Obispado de Querétaro.
1846: Se desata la invasión de Estados Unidos a México. El viejo Molino Colorado ha pasado por 9 diferentes dueños desde Diego de Tapia y en este año fue vendido a don Cayetano Rubio, un importantísimo magnate industrial que convirtió al molino en la fábrica El Hércules, que desde entonces es una de las más importantes del país. La fábrica inició sus funciones el 15 de agosto de ese año.
1847: Querétaro se convierte en Capital de la Nación. El presidente Don Manuel de la Peña y Peña citó al Congreso Nacional para iniciar las sesiones que darían pie al tratado de Guadalupe-Hidalgo.
1848: Se firma en la ciudad el Tratado de Guadalupe-Hidalgo que pone fin a la Guerra con Estados Unidos. Ahí se establece la nueva frontera común por la que México pierde 2 millones de kilómetros cuadrados, la mitad norte de su territorio.
1854: Se ensaya, por primera vez, en el Teatro Iturbide, el Himno Nacional Mexicano, antes de ser estrenado el 15 de septiembre de este mismo año.
1857: Es debatida y promulgada en Querétaro la Constitución de 1857. Inicia la Guerra de Reforma. La ciudad sufre irreparables destrucciones en su arquitectura religiosa, principalmente el Convento de Santa Clara y gran parte del convento de San Francisco.
1863: Se reabren los Colegios de San Ignacio y San Francisco Javier, pero ahora con el nombre de Colegio Civil. El hospital se cambia de lugar al ex convento de Santo Rosa de Viterbo, ampliando su capacidad.

## El Segundo Imperio
1864: Es instalada la monarquía como forma de gobierno. El Emperador Maximiliano visita la ciudad y propone la construcción de una carretera hacia Tampico.
1867: El Ejército Republicano al mando del General Mariano Escobedo se enfrenta a Maximiliano. El Sitio de Querétaro duró varios meses; hubo numerosas escaramuzas y batallas, incluyendo 2 en las faldas del Cerro de las Campanas. La batalla de Casa Blanca fue la más sangrienta, donde en un día murieron más de 2000 republicanos luchando por la libertad. El 15 de mayo Maximiliano es capturado y ofrece su espada a Escobedo en símbolo de rendición. El Emperador es enjuiciado en el Teatro Iturbide, encontrado culpable de los cargos y encarcelado en el convento de la Santa Cruz. Después de haber pasado por distintas cárceles, el monarca y sus generales Miguel Miramón y Tomás Mejía salen en la mañana del 19 de junio hacia el Cerro de las Campanas, donde fueron fusilados.

## La República Restaurada
1870: Se cambia el sistema de alumbrado público de manteca por uno de aceite.

## El Porfiriato y La Revolución
1876: Porfirio Díaz llega al poder y en Querétaro inicia el primer periodo de gobierno de Francisco Gonzáles Cosío, que se reeligió casi paralelamente a Díaz.
1878: Se inicia la construcción del ferrocarril que enlaza a Querétaro, San Juan del Río y Ciudad de México. En el Teatro Iturbide se realiza una convención científica en la cual se llevan a cabo experimentos con el recién inventado fonógrafo.
1879: El hotel Hidalgo sorprende a su clientela instalando el primer elevador mecánico de la ciudad. 22 de julio, se realiza una ascensión aerostática. 16 de septiembre, para celebrar el día de la independencia el gobierno sorprende a la ciudadanía sustituyendo el alumbrado de aceite por uno de petróleo.
1882: Llega el ferrocarril central a la ciudad, lo que significa una distancia, ya no de 2 días en carruaje, sino de sólo 9 horas entre Querétaro y la ciudad de México. Primera exposición industrial en Querétaro (30 de abril), ésta exposición mostró 2 innovaciones científicas: la luz eléctrica y el teléfono.
1883: Teléfonos, electricidad y tranvías urbanos se instalan en la ciudad.
1889: Emiliano Siurob inventa un aparato para evitar el uso de escaleras en el mantenimiento y sustitución del alumbrado eléctrico.
1895-1896: Primeros trabajos para traer agua entubada a la ciudad.
1900: Se presentan las primeras funciones cinematográficas en el Teatro Iturbide. Querétaro se despide del s. XIX convocando un concurso científico en este mismo teatro el 22 de diciembre.
1901: En el Cerro de las Campanas se termina la capilla erigida en memoria de Maximiliano y costeada por la Casa Real de Austria. En la ceremonia asistieron representantes de los gobiernos de Austria, Bélgica, Alemania, Suecia y Noruega, además de la señora Concepción Miramón de Fortuño, hija del General Miguel Miramón.
1903: Llegada del ferrocarril nacional a la estación.
1910: Se inaugura el monumento a la Corregidora para conmemorar el primer centenario de la independencia. Levantamiento de la Revolución mexicana.
1911: El queretano Francisco León de la Barra Quijano se convierte en presidente de México. Tuvo como predecesor a Porfirio Díaz y como sucesor de la presidencia a Francisco I. Madero. La casa donde nació y vivió, en el Andador Libertad, lleva una sencilla placa; hoy son oficinas de gobierno.
1916: Querétaro es declarada Capital de la República por el Presidente Venustiano Carranza. El Congreso Constituyente inicia sus debates a fines del año.
1917: Discusión, dictado y promulgación de la Constitución de 1917 en el Teatro Iturbide, que después de este hecho cambia su nombre a Teatro de la República. Perfecto Arvizu, queretano con estudios de caligrafía en Nueva York, fue designado calígrafo oficial; de su puño y letra salió el manuscrito original de la nueva Carta Magna.

## México contemporáneo
1931: La ciudad celebra sus 400 años de haber sido fundada.
1939: Se funda la embotelladora La Victoria.
1941: 14 de octubre, la XEJX realiza las primeras emisiones de radio en Querétaro.
1942: Querétaro es declarada Zona Típica y Monumental.
1946: El 18 de enero se funda en la ciudad el Partido Revolucionario Institucional.
Se inaugura la fábrica La Concordia y el cine Alameda.
1950: A mediados de la década varias cuadras del centro de la ciudad son cortadas por la mitad para abrir Avenida Corregidora, desde la Alameda hasta Avenida Universidad.
1951: El Colegio Civil se convierte en la Universidad de Querétaro.
1959: La Universidad de Querétaro alcanza su autonomía.
1963: El mercado Escobedo se traslada a una nueva ubicación. El predio anterior se convierte en la Plaza Constitución, con columnas de cantera, una por cada estado, y en ellas inscritos los nombres de sus respectivos diputados constituyentes. Antes del año 2000 fue remodelada, se quitaron las columnas y se puso una fuente.
1967: Se instalan 11 grandes plantas industriales.
1970: Inicia una explosión demográfica sin precedentes en Querétaro. El acueducto ya no es capaz de brindar sus servicios a la ciudad. A mediados de esta década la mancha urbana envuelve a la carretera federal 57 y esta se traslada 2 kilómetros más al sur. El trazo antiguo se convierte en Avenida Constituyentes, principal arteria en sentido oriente - poniente. Aunque 10 años después se repitió la escena, ya no se cambió el trazo de la carretera 57.
1986: En el estadio Corregidora son jugados 4 partidos de la Copa Mundial de Fútbol México 86.
Primera ronda: Grupo E, Uruguay – Alemania Federal (4 de junio), Alemania Federal – Escocia (8 de junio), Dinamarca – Alemania Federal (13 de junio); Octavos de final: España – Dinamarca (18 de junio).
1990: Querétaro ha triplicado la población que tenía 20 años atrás. Población de 1970: 112,900 hab. Población para 1990: 385,503 habitantes para la ciudad y 456,458 para el municipio. Gran parte de ese crecimiento se debe a las varias empresas y universidades surgidas en las décadas de 1980 y 1990. Querétaro es de las primeras ciudades en desarrollar la informática gracias a esas instituciones de educación superior y su uso de Bitnet e Internet.
1996: La Zona de Monumentos Históricos de la ciudad de Santiago de Querétaro es declarada Patrimonio Cultural de la Humanidad por la Unesco, convirtiéndola en la 7.ª ciudad y el 13° sitio en obtener el título en México.
2000: La ciudad entra al tercer milenio con más de medio millón de habitantes.
2001: La sede de la Feria Estatal cambia al nuevo Eco-Centro Expositor. La antigua sede es remodelada para albergar Juzgados.
2002: Querétaro es candidata a sede de la Expo Mundial 2010, entre otras 5 ciudades. El honor recae en Shanghái.
2003: La presidencia municipal cambia de edificio y de nombre al inaugurarse el moderno Centro Cívico al sur de la ciudad.
2004: Se abre el nuevo Aeropuerto Internacional de Querétaro.
2005: La Zona Metropolitana de Querétaro (ZMQ) se convierte en la 12.ª mayor del país: 918,100 hab.
2006: El éxito de grandes empresas del sector automotriz anima a empresas aeronáuticas a ubicarse en Querétaro.
2007: Un importante banco decide construir en la ciudad su edificio corporativo, diversificando así la economía local al sector financiero.
- Datos: Q5899270